# Ace Combat
Ace Combat (AC; エースコンバット; Ēsu Konbatto) es una serie de videojuegos desarrollados por la empresa japonesa Namco (ahora Bandai Namco Games). En estos juegos se mezcla la simulación del combate aéreo con el estilo de los videojuegos de arcade. Aunque emplazados en países ficticios, muchos detalles de las ambientaciones creadas para los juegos de Ace Combat son similares a los de batallas realmente existentes, como las de la Guerra del Golfo, la Guerra Fría o la Segunda Guerra Mundial. En estos juegos se incluyen aviones existentes en la actualidad pero también otros ficticios, especialmente fortalezas voladoras.
Los primeros tres videojuegos fueron diseñados para la consola PlayStation, de Sony, mientras que los tres siguientes se desarrollaron para PlayStation 2. Asimismo, algunos títulos se desarrollaron para PlayStation Portable, Xbox 360, PlayStation 3 y Game Boy Advance. Sin embargo, Ace Combat: Assault Horizon es el único juego desarrollado y distribuido para plataformas múltiples (PlayStation 3, Xbox 360 y Microsoft Windows). Pero en diciembre de 2015 se confirmó el desarrollo de Ace Combat 7: Skies Unknown para PlayStation 4, Xbox One y Microsoft Windows, siendo el segundo videojuego desarrollado para plataformas múltiples y el primer título de la serie desarrollado para consolas de octava generación.

## Desarrollo

### Escenario
La serie de Ace Combat tiene lugar en un mundo ficticio llamado Strangereal, a excepción de Ace Combat: Joint Assault, Ace Combat: Assault Horizon y Ace Combat Infinity, que tienen lugar en la Tierra. 
El mundo de Strangereal tiene continentes y países diferentes a los de la realidad, aunque algunos visualmente tienen un parecido con lugares reales y se compone de cinco continentes al igual que la Tierra; Anea, Verusea, Osea, Usea y la Antártida, que es el único continente real del juego. El mapa de Strangereal es la Tierra real reinventada. Por ejemplo la costa oeste del continente donde se encuentra Yuktobania es Europa y Wellow, país cercano a Belka, es Groenlandia, lo que demuestra que no todos los países de Strangereal han sido modificados, solo cambia el nombre. A pesar de que los países son ficticios, estos son una representación de un país real ya que tienen costumbres y fuerzas armadas similares. Por ejemplo, Osea es una representación de Estados Unidos, Sapin representa a España, Belka a Alemania y Yuktobania representa a la Unión Soviética.

## Serie principal

### Air Combat (1995)
Es el primer videojuego de la serie Ace Combat. Aunque el título original es Air Combat, se le conoce popularmente como Ace Combat. El videojuego fue estrenado para versión Arcade en 1993 y luego fue estrenado en 1995 para PlayStation. Una segunda versión arcade lanzada el 1995 puede elegir uno de tres aviones.

### Ace Combat 2 (1997)
Es el segundo videojuego de la serie estrenado en 1997 para PlayStation. El juego presenta el continente ficticio de Usea, que es usado posteriormente en secuelas. Las primeras misiones no puede elegir personajes, pero en las últimas misiones puede elegir una de las dos rutas (Alphaville y Belissima), lo que altera los mapas de combate antes de entrar a las misiones finales. Cuando el jugador sube de rango a sargento, o sea, completa las primeras misiones, puede elegir uno de dos personajes. Debido a que muchas misiones no llevan límite de tiempo, los aviones tienen combustible y misiles limitados, por lo cual los aviones se caen hasta estrellarse si su barra de combustible o de vida cae a 0. La barra de vida es mostrada como porcentaje de daños recibidos. Al destruir ciertos blancos durante una misión, puede encontrarse mapas secretos y finales alternativos.

### Ace Combat 3: Electrosphere (1999)
Es tercer videojuego de la serie Ace Combat desarrollado por Namco y distribuido por Sony Interactive Entertainment para PlayStation. Su fecha de lanzamiento fue en 1999. A diferencia de sus predecesores, es el único videojuego de la serie con una temática futurista. El título trata sobre un conflicto entre dos corporaciones multinacionales, virus que infectan sistemas incluyendo aviones, la entrada a electrosfera y batallas en el espacio exterior. La versión japonesa contiene 2 CD-ROM, 56 misiones y múltiples finales. La versión norteamericana, para abaratar costes y debido al anuncio de PlayStation 2, se creó un solo CD, recortando el número de misiones a 36, eliminando personajes por problemas de espacio y la historia se hizo lineal.

### Ace Combat 04: Shattered Skies (2001)
Renombrado en Europa como Ace Combat: Distant Thunder, es el cuarto videojuego de la serie Ace Combat y el primer videojuego de la serie desarrollado para PlayStation 2. 
El videojuego tiene lugar después de los eventos de Ace Combat 2 en el continente de Usea. Después de evitar que un asteroide chocara contra la Tierra, los continentes de Strangereal fueron afectados por los fragmentos que lograron entrar a la atmósfera. A pesar del desastre, nuevamente se desata un conflicto entre las fuerzas militares de Erusea y las Fuerzas Aliadas de Estados Independientes (ISAF).

### Ace Combat 5: The Unsung War(2004)
Renombrado en Europa como Ace Combat: Squadron Leader, se centra en la guerra acaecida entre las superpotencias Osea y Yuktobania (2010). El protagonismo recae en el escuadrón Wardog de cuatro aeronaves, donde el jugador encarna a Blaze, miembro novato apodado Kid. Tras haber perdido a su líder por el ataque de fuerzas no identificadas, Blaze se convierte en el líder del escuadrón que integran él y los otros dos pilotos (Edge y Chopper), posteriormente se les une un cuarto integrante (Archer). El escuadrón reside en una base fronteriza de Osea conocida como Sand Island Base, la cual es la más cercana a Yuktobania, el país enemigo (aliado durante años antes de que declarara la guerra).
Tras varias incursiones de fuerzas hostiles al inicio del juego el enemigo se identifica como Yuktobania, el cual declara la guerra la Osea, país de los protagonistas. Wardog debe ayudar a detener la ofensiva yuktobana y, posteriormente, lanzar un contraataque que culmine con la toma de la capital yuktobana.
Durante la misión "Front line" Yuktobania lanza un ataque anfibio con la intención de tomar Sand Island Base. Wardog es desplegado junto a un grupo de cadetes con la intención de aniquilar a la fuerza invasora aún en alta mar. Tras destruir la mayoría de las fuerzas enemigas se desvela un arma secreta usada por la armada yuktobana. El Scinfaxi, un supersubmarino con capacidad de lanzar potentes misiles balísticos y aeronaves VTOL. Con la inesperada ayuda de un transbordador oseano militarizado llamado Arkbird Wardog consigue hundir el Scinfaxi. En la misión "Demons of Razgriz" Wardog hunde al hermano gemelo del Scinfaxi, el Hrimfaxi, esta vez sin la ayuda del Arkbird. A partir de este momento pasan a ser llamados Los Demonios del Razgriz.
En la misión "Journey Home", el escuadrón debe sobrevolar un estadio donde el vicepresidente dará un discurso en la ciudad de November city sobre la participación y ventaja que le dio a Osea en la guerra, luego de sobrevolar el estadio deben patrullar el espacio aéreo. En apenas unos minutos tras sobrevolar el estadio el radar detecta aviones enemigos apareciendo en todas direcciones. Siendo solo 4, derriban a la mayoría de aviones y consiguen proteger el estadio de los cazabombarderos furtivos pero Chopper es alcanzado por un misil. A duras penas es capaz de controlar su aparato, el cual decide estrellar en la pista del estadio. No obstante el sistema de eyección falla en el último momento, lo cual termina con la vida de Chopper. La misión sigue con una nueva oleada de aeronaves enemigas y los compañeros enfurecidos derrotan con facilidad a los aviones que siguen llegando hasta que llegan los refuerzos aliados y el escuadrón se retira.
Después de la misión "Fortress", el escuadrón es injustamente acusado de espionaje yuktobana por el Capitán Hamilton (El verdadero espía) y consiguen escapar de la base en 4 aviones de entrenamiento BAE Hawk T.1 desarmados. Durante su huida llegan a un archipiélago perseguidos por el escuadrón 8492 del capitán Hamilton (quienes son en realidad un escuadrón llamado Grabacr y también son espías), pero los pilotos de Wardog hacen varias increíbles maniobras para escapar, no obstante son interceptados por el F-14A de Swordsman, único piloto vivo del portaaviones Kestrel, el cual les envía un mensaje en morse mediante destellos diciéndoles "CONFÍEN EN MI, EYECTEN", el escuadrón eyecta y Swordsman destruye a los 4 aviones vacíos. Los helicópteros de la unidad Sea Goblin llegan a la zona de la caída de los aviones e informan de no haber encontrado ningún superviviente.
A pesar de haber informado de lo contrario, Sea Goblin recoge a los pilotos y los transporta al Kestrel. El cual está operando en secreto junto al barco de inteligencia Andrómeda para detener a los verdaderos instigadores de la guerra, la organización Belkana conocida como Gray Men. Belka lleva años consumida en el rencor por los hechos acaecidos durante la guerra de Belka (1995) donde las naciones aliadas se unieron para detener su avance y lanzar un contraataque que obligó al gobierno a usar armas nucleares en su propio país con tal de no sufrir la derrota total. Ellos pretenden sumir a ambas potencias en una guerra autodestructiva como venganza.
Durante la misión "Ancient Walls" el escuadrón recibe la misión de adentrarse en territorio Belkano junto a Sea Goblin para rescatar al presidente de Osea Vincent Harling de una prisión en un castillo cerca de la zona cero de uno de los impactos nucleares. 
Se descubre que Gray Men y fuerzas Belkanas colaboradoras con ellos están intentando hacerse con varias cabezas nucleares para continuar sembrando el odio entre ambos países, escondidas tras su uso 15 años atrás. El deber del escuadrón Wardog es impedir que se puedan rehusar estas armas. A medida que vuelven a adquirir fama se les conoce como "Los Fantasmas del Razgriz" en detrimento de la leyenda por la cual el demonio del Razgriz regresa de la muerte.
Tras detener los planes de Gray Men, entre ellos destruir al escuadrón Ofnir (espías Belkanos en Yuktobania) y a un Arkbird saboteado, se consigue rescatar al primer ministro Yuktobano Nikanor, el cual había sido secuestrado en secreto al igual que el presidente Oseano para impedir cualquier posibilidad de alto el fuego. De paso, se consigue derrotar al escuadrón Grabacr, aunque tanto sus pilotos como los de Ofnir sobreviven. El capitán del Kestrel planea mostrar al mundo a ambos líderes estrechándose la mano para detener el conflicto pero el Kestrel es atacado y hundido por un submarino Yuktobano. Razgriz consigue despegar antes del hundimiento con las órdenes de destruir una instalación militar afincada en Belka del Sur, zona ocupada por los aliados antes del ataque nuclear, desde la cual se controla un enorme satélite denominado SOLG capaz de lanzar proyectiles a altas velocidades.
Tras escuchar el discurso dado por Harling y Nikanor, muchos escuadrones de ambas naciones se unen a Razgriz para impedir que Gray Men use al SOLG. Tras destruir el centro de mando de SOLG, en cuyo transcurso pierde la vida Hamilton, Razgriz se dirige a Oured, capital de Osea, para su última misión. 
Deben impedir que SOLG, ahora fuera de control, caiga sobre la capital, provocando la destrucción de gran parte de la ciudad. En el camino se encontrarán con los escuadrones Belkanos Ofnir y Grabacr, que tratarán de impedir a los Razgriz cumplir con la misión. Al final, los pilotos Belkanos son aniquilados y Razgriz consigue destruir SOLG antes de que este alcance la ciudad y la guerra termina con la firma de la paz entre ambos países y la decomisión de Razgriz para proteger la identidad de sus integrantes.

### Ace Combat Advance(2005)
Único videojuego de Game Boy Advance, en donde ocurre los eventos años antes de Electrosphere. A diferencia de sus predecesoras, es un shooter vertical giratorio. Cuenta con 12 misiones. Fue criticado negativamente por problemas de dificultad y de los controles, muy malos gráficos y el uso de claves para continuar el juego.

### Ace Combat ZERO: The Belkan War(2006)

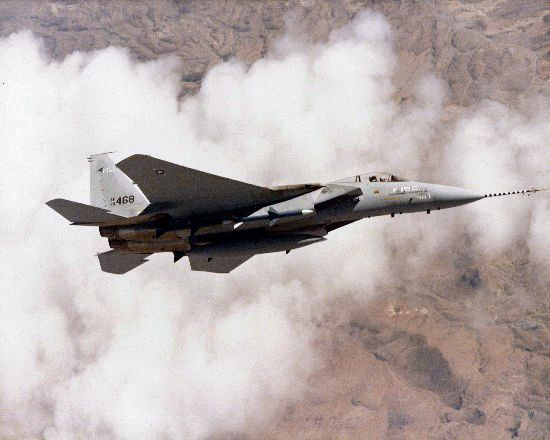
F-15C en vuelo. El avión más representativo de Ace Combat Zero.

Con la omisión de la palabra ZERO durante el lanzamiento en Europa, narra los hechos anteriores a Ace Combat 5, explicándonos los acontecimientos que llevan a la nación Belka a provocar la crisis que se desata en "The Unsung War".
Tras el descubrimiento de recursos naturales en Ustio, Belka decide lanzar una invasión a sus países circundantes, incluyendo Ustio y la superpotencia Osea, para apoderarse de las riquezas de estos países. En esta guerra se encuentran la nación de Belka contra las naciones de Osea, Sapin, Yuktobania y Ustio. Ustio, perdiendo la mayor parte de su territorio en poco tiempo, contrata a pilotos mercenarios. 2 de estos mercenario, de nombre clave Cipher y Solo Wing Pixy (nombre real: Larry Foulke), son los integrantes del escuadrón Galm. El jugador encarnara a Cipher, líder de dicho escuadrón.
Tras una alianza entre las fuerzas militares de Ustio y Osea se consigue liberar Directus, la capital de Ustio, y expulsar al ejército Belkano del país. Pero, cuando empezaron la invasión a Belka, Pixy empieza a cuestionar las operaciones. Hasta que un día, los Belkanos, detonaron armas nucleares en su territorio para volver a tomar la iniciativa en la guerra. En medio de la confusión, un piloto que desertó de Osea, Wizard 1, aparece en el espacio aéreo y convence a Pixy para unirse a él en una causa aún no revelada, provocando que este abra fuego contra su propio compañero Cipher. Cuando los refuerzos Belkanos aparecen, Pixy escapa del espacio aéreo sin dejar rastro, mientras que a Cipher le ordenan regresar a territorio aliado tras derribar a los refuerzos enemigos.
Poco tiempo después, un tratado de cese el fuego es firmado entre los Belkanos y sus fuerzas de asalto. Pero, unos pilotos desilusionados de Osea, Yuktobania, Sapin, Ustio y Belka que no aceptan el tratado; forman una organización terrorista llamada "Un Mundo sin Fronteras" parecen borrar el concepto de fronteras entre países y crear un mundo unificado. El resto del juego es contra esta organización.
La batalla final se libra en la Presa Avalon en Belka, donde Cipher y su piloto de reemplazo PJ (Patrick James), antiguo número 3 del escuadrón Crow, son enviados a una base de los del Mundo Sin Fronteras, que pretenden lanzar un arma nuclear el V2. Al impedir el lanzamiento del V2, PJ es derribado por un láser que iba a impactar contra Cipher. El responsable fue Pixy, que se unió a la organización terrorista y cambió su F-15C Eagle por un ADFX-02 Morgan desde donde controla el misil V2. Después Cipher se ve envuelto en batalla contra su antiguo compañero. Finalmente Cipher resulta victorioso y el V2 explota en la atmósfera.
Tres meses después, Cipher desaparece, y Larry Foulke (Solo Wing Pixy) se une al ejército de la ISAF en la guerra de Usea (la que es acontecida en Ace Combat 04).

### Ace Combat X: Skies of Deception(2006)
Lanzado para PlayStation Portable, se ambienta en el 2020, en donde el escuadrón Gryphus de Aurelia se enfrenta a Leasath en una misión de recuperación de territorios. Consta de 31 misiones y soporte ad-hoc para 4 jugadores.

### Ace Combat 6: Fires of Liberation(2007)

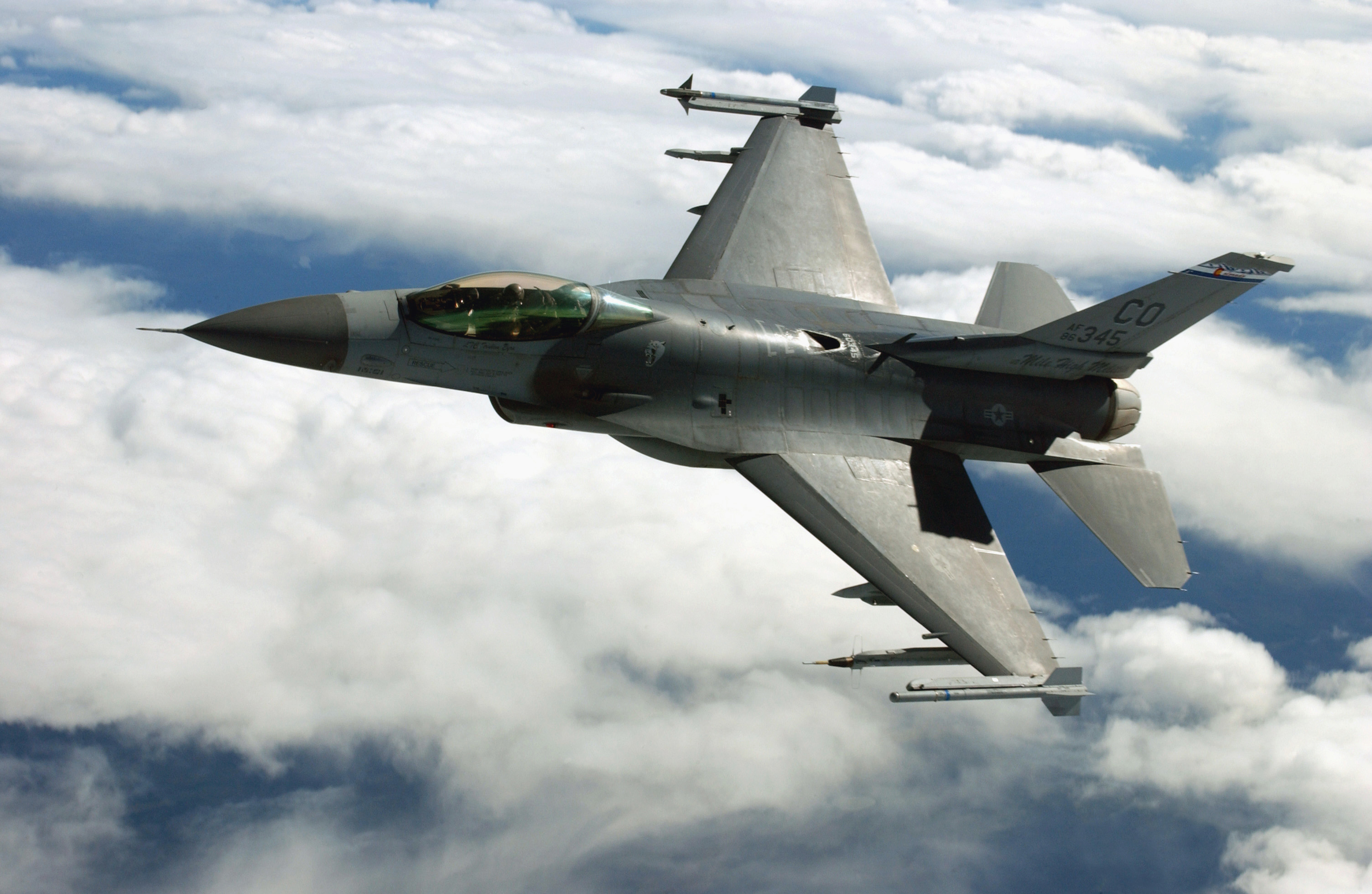
F-16 Falcon es el avión con el que se empieza a jugar al AC 6.

Es la primera entrega de esta serie de juegos para una consola de nueva generación (actualmente solo disponible para XBOX 360), con gráficos mejorados, vídeos más largos y mejor logrados y una historia que vuelve a contarse desde dos perspectivas (civil y militar) como sucedía en Ace Combat 4 "Shattered Skies". Por una parte, la historia militar que el jugador desarrolla a través de las misiones y por otra la historia de una madre (civil) quién pierde a su hija al inicio de la trama y más tarde, siendo refugiada, descubre que se encuentra viva, la historia paralelamente nos narra cómo los pilotos del ejército luchan por recuperar su patria mientras que la madre a su hija, ambos bajo el slogan "recupera lo que más amas". 
Este juego también nos otorga la posibilidad de controlar no solo a un escuadrón sino a cada uno de los aviones aliados que estén en la zona, a diferencia de juegos anteriores, el jugador inicia con una aeronave avanzada (F-16 Falcon) en contraste con el F-4 Phantom II de A.C.4. O el F-5E Tiger de A.C.5, esto sin duda en sintonía con los avances armamentísticos de nuestro propio mundo.
Al igual que en A.C.5 para PS2, existe una versión de lujo, la cual incluye un par de joysticks USB especiales para controlar: 1 ( la dirección y el armamento y 2) la velocidad y control del escuadrón, así como una carátula de edición especial. Dichos mandos son compatibles con cualquier juego de XBOX 360 sean o no del género incluyendo los más novedosos como HAWX de Tom Clancy además de ser el único joystick bivalente en existencia para la consola.
En esta entrega el protagonista usa de nombre código "Garuda 1" junto a su compañero de vuelo, "Garuda 2", adquiriendo así el escuadrón Garuda entre las fuerzas aliadas y enemigas una enorme fama y un gran respeto gracias a los heroicos logros realizados a lo largo del modo campaña. Estas proezas a la vez, le permiten al jugador (Garuda 1) obtener más tarde la denominación de "Talismán".
No se sabe si la serie continuará siendo compatible para la consola actual debido a que Namco-Bandai ha expresado que el juego fue creado para la misma solo por ser la única en el momento.
Si bien la trama es intensa y se agradecen todos los detalles, muchos fanes consideran un retroceso en cuanto a narrativa e historia, probablemente por connotaciones pseudo-religiosas dentro de la trama, aunque esto quedaba siempre implícito en ediciones anteriores pero no expresó de forma literal.

### Ace Combat XI: Skies of Incursion(2009)
Lanzado para iPhone, se ambienta en el 2020, en donde el escuadrón Falco de Aurelia se enfrenta a Leasath en una misión de recuperación de territorios. Es la primera entrega en lanzarse para teléfonos inteligentes y los controles pueden alternarse entre pantalla táctil y giroscopio.

### Ace Combat: Joint Assault(2010)
El nuevo Ace Combat pierde la numeración por considerarse un Ace Combat totalmente diferente. A diferencia de sus predecesores, la trama de esta y siguientes entregas tiene lugar en el mundo real dejando atrás los continentes y países ficticios, ambientado en una insurgencia antigubernamental que recorre todo el continente. En esta entrega de PlayStation Portable, debe eliminar a los terroristas que intentan amenazar a algunos países.

### Ace Combat Assault Horizon: Trigger Finger(2010)
Lanzado para iPhone, está basado en Ace Combat: Assault Horizon. 

### Ace Combat: Assault Horizon(2011)
El motor incluye una nueva visión mejorada de la destrucción de las aeronaves que los creadores han llamado "Steel Carnage" (Carnicería de Acero). Los gobiernos locales solicitan el apoyo de las Naciones Unidas para hacer frente a las fuerzas rebeldes y a los piratas que aterrorizan las zonas costeras.
La ONU, a su vez, recurre a la OTAN, que responde con la aprobación de una fuerza operativa militar especial. La fuerza operativa no tarda en verse inmersa en un conflicto con insurgentes por toda África.
La fecha de lanzamiento para Norteamérica fue el 11 de octubre de 2011, mientras que en Europa fue publicada el 14 de octubre de 2011, el título salió para PC el 25 de enero de 2013. Al igual que Joint Assault, está ambientado en el mundo real.

### Ace Combat: Assault Horizon Legacy(2011)
Nueva revisita de Usea en el lanzamiento para la 3DS y originalmente nombrado a Ace Combat 3D: Cross Rumble en Japón. Assault Horizon Legacy+ incluye nuevas funciones y soporte para la New 3DS.

### Ace Combat: Northern Wings(2011)
Entrega exclusiva para teléfonos móviles. Es un shooter vertical y se sitúa en Anean. Cronológicamente, es secuela de Ace Combat 6, pero precuela del 4.

### Ace Combat: Infinity(2014)
Este juego de la franquicia tampoco tiene la numeración habitual, pero tampoco se considera una secuela de Assault Horizon.
La historia transcurre en la Tierra (al igual que Joint Assault) donde se está viviendo una crisis geopolítica y energética a escala mundial debido al efecto del asteroide  Ulysses, un asteroide con destino a la Tierra que podría amenazar su integridad. Ulysses colisionó con una de las lunas de Júpiter y se dividió en varios trozos.
Los líderes mundiales, temerosos, decidieron crear una plataforma de defensa espacial con armas láser llamada 'Stonehenge (al igual que su predecesor AC 4). En el momento del impacto de los restantes meteoritos, Stonehenge logró destruir el 80%, pero aun así el daño fue lo suficiente para crear el caos mundial.
El protagonista se sitúa en una empresa de seguridad militar que ofrece sus servicios a países con escaso poderío militar , en la cual tiene que destacar sobre otros ases para hacerse un hueco en la organización.

### Ace Combat 7: Skies Unknown(2019)
El juego vuelve a los antiguos escenarios en el mundo Strangereal, y según el tráiler presentado por Bandai Namco, trata sobre un conflicto bélico entre dos naciones: Osea y Erusea. El juego ha sido lanzado este 2019, apenas iniciando el año en varias consolas.PlayStation 4, Xbox One y Microsoft Windows.
Donde vemos el conflicto entre estas dos naciones en una pelea por hacerse de un elevador espacial, mezclando de una manera genial una jugabilidad muy fiel al manejo de aviones, pero con una historia orientada al Scifi, por otro lado, como es común en todos los Ace Combat, se cuenta una historia paralela a los sucesos ocurridos en el aire.